# Esqui alpino nos Jogos Paralímpicos de Inverno de 2014 - Slalom gigante masculino
A prova de slalom gigante masculino do esqui alpino nos Jogos Paralímpicos de Inverno de 2014 foi realizada no Centro de Esqui Alpino Rosa Khutor, na Clareira Vermelha, em 15 de março de 2014.

## Medalhistas
|        | Atletas sentados   | Atletas em pé               | Deficientes visuais                           |
| ------ | ------------------ | --------------------------- | --------------------------------------------- |
| Ouro   | SUI Christoph Kunz | FRA Vincent Gauthier-Manuel | CAN Mac Marcoux / Robin Femy (guia)           |
| Prata  | NZL Corey Peters   | RUS Alexey Bugaev           | SVK Jakub Krako / Martin Motyka (guia)        |
| Bronze | AUT Roman Rabl     | AUT Markus Salcher          | RUS Valerii Redkozubov / Evgeny Geroev (guia) |

## Resultados

### Atletas sentados
| Pos.              | Bib | Atleta                               | 1ª descida | Pos. | 2ª descida | Pos. | Total   | Diferença |
| ----------------- | --- | ------------------------------------ | ---------- | ---- | ---------- | ---- | ------- | --------- |
| Medalha de ouro   | 78  | SUI Christoph Kunz                   | 1:18.63    | 2    | 1:14.10    | 1    | 2:32.73 | —         |
| Medalha de prata  | 70  | NZL Corey Peters                     | 1:18.10    | 1    | 1:15.10    | 6    | 2:33.20 | +0.47     |
| Medalha de bronze | 68  | AUT Roman Rabl                       | 1:18.87    | 3    | 1:14.44    | 3    | 2:33.31 | +0.58     |
| 4                 | 83  | FRA Yohann Taberlet                  | 1:19.75    | 5    | 1:15.15    | 7    | 2:34.90 | +2.17     |
| 5                 | 82  | FRA Frederic Francois                | 1:20.26    | 6    | 1:14.71    | 4    | 2:34.97 | +2.24     |
| 6                 | 75  | USA Heath Calhoun                    | 1:20.91    | 7    | 1:14.12    | 2    | 2:35.03 | +2.30     |
| 7                 | 77  | JPN Taiki Morii                      | 1:21.26    | 8    | 1:14.82    | 5    | 2:36.08 | +3.35     |
| 8                 | 72  | GER Thomas Nolte                     | 1:21.86    | 10   | 1:15.25    | 8    | 2:37.11 | +4.38     |
| 9                 | 84  | FRA Jean Yves le Meur                | 1:21.65    | 9    | 1:15.82    | 9    | 2:37.47 | +4.74     |
| 10                | 74  | JPN Takeshi Suzuki                   | 1:22.11    | 11   | 1:16.90    | 10   | 2:39.01 | +6.28     |
| 11                | 85  | FRA Cyril More                       | 1:23.38    | 13   | 1:17.48    | 11   | 2:40.86 | +8.13     |
| 12                | 94  | CRO Dino Sokolovic                   | 1:24.67    | 16   | 1:18.36    | 12   | 2:43.03 | +10.30    |
| 13                | 97  | ESP Óscar Antonio Espallargas Juárez | 1:24.07    | 15   | 1:19.94    | 13   | 2:44.01 | +11.28    |
| 14                | 101 | GBR Mick Brennan                     | 1:23.79    | 14   | 1:21.09    | 14   | 2:44.88 | +12.15    |
| 15                | 87  | AUT Dietmar Dorn                     | 1:25.33    | 18   | 1:21.50    | 15   | 2:46.83 | +14.10    |
| 16                | 80  | JPN Kenji Natsume                    | 1:26.20    | 19   | 1:22.27    | 16   | 2:48.47 | +15.74    |
| 17                | 89  | USA Jasmin Bambur                    | 1:26.42    | 20   | 1:24.57    | 17   | 2:50.99 | +18.26    |
| 18                | 88  | TUR Esat Hilmi Bayindirli            | 1:31.71    | 24   | 1:28.33    | 18   | 3:00.04 | +27.31    |
| 19                | 106 | ARG Enrique Plantey                  | 1:34.37    | 25   | 1:31.28    | 19   | 3:05.65 | +32.92    |
| 20                | 102 | POL Rafal Szumiec                    | 1:39.80    | 26   | 1:34.64    | 20   | 3:14.44 | +41.71    |
| 21                | 108 | RUS Nikolai Shuvalov                 | 1:41.94    | 28   | 1:40.46    | 21   | 3:22.40 | +49.67    |
| 22                | 112 | GRE Efthymios Kalaras                | 1:52.77    | 30   | 1:44.83    | 23   | 3:37.60 | +1:04.87  |
| 23                | 110 | ISL Johann Thor Holmgrimsson         | 1:56.84    | 31   | 1:41.59    | 22   | 3:38.43 | +1:05.70  |
|                   | 73  | USA Christopher Devlin-Young         | 1:22.23    | 12   | DNF        | —    | —       | —         |
|                   | 81  | GER Georg Kreiter                    | 1:19.16    | 4    | DNF        | —    | —       | —         |
|                   | 86  | MEX Arly Velasquez                   | 1:25.14    | 17   | DNF        | —    | —       | —         |
|                   | 90  | SUI Maurizio Nicoli                  | 1:29.91    | 23   | DNF        | —    | —       | —         |
|                   | 93  | JPN Akira Taniguchi                  | 1:28.31    | 22   | DNF        | —    | —       | —         |
|                   | 100 | GBR Ben Sneesby                      | 1:26.96    | 21   | DNF        | —    | —       | —         |
|                   | 107 | DEN Ulrik Nyvold                     | 1:41.21    | 27   | DNF        | —    | —       | —         |
|                   | 109 | SLO Gal Jakic                        | 1:49.66    | 29   | DNF        | —    | —       | —         |
|                   | 92  | GER Franz Hanfstingl                 | DNS        | —    | —          | —    | —       | —         |
|                   | 96  | USA Stephen Lawler                   | DNS        | —    | —          | —    | —       | —         |
|                   | 104 | NOR Thomas Jacobsen                  | DNS        | —    | —          | —    | —       | —         |
|                   | 69  | CAN Caleb Brousseau                  | DNF        | —    | —          | —    | —       | —         |
|                   | 71  | JPN Akira Kano                       | DNF        | —    | —          | —    | —       | —         |
|                   | 76  | CAN Josh Dueck                       | DNF        | —    | —          | —    | —       | —         |
|                   | 79  | NED Kees-Jan van der Klooster        | DNF        | —    | —          | —    | —       | —         |
|                   | 91  | CAN Kurt Oatway                      | DNF        | —    | —          | —    | —       | —         |
|                   | 95  | CZE Oldrich Jelinek                  | DNF        | —    | —          | —    | —       | —         |
|                   | 98  | USA Scott Meyer                      | DNF        | —    | —          | —    | —       | —         |
|                   | 103 | KOR Park Jong-Seork                  | DNF        | —    | —          | —    | —       | —         |
|                   | 105 | KOR Lee Chi Won                      | DNF        | —    | —          | —    | —       | —         |
|                   | 99  | POL Igor Sikorski                    | DSQ        | —    | —          | —    | —       | —         |
|                   | 111 | AND Xavier Fernandez                 | DSQ        | —    | —          | —    | —       | —         |

### Atletas em pé
| Pos.              | Bib | Atleta                            | 1ª descida | Pos. | 2ª descida | Pos. | Total   | Diferença |
| ----------------- | --- | --------------------------------- | ---------- | ---- | ---------- | ---- | ------- | --------- |
| Medalha de ouro   | 27  | FRA Vincent Gauthier-Manuel       | 1:14.72    | 1    | 1:11.15    | 1    | 2:25.87 | —         |
| Medalha de prata  | 19  | RUS Alexey Bugaev                 | 1:16.15    | 3    | 1:11.72    | 2    | 2:27.87 | +2.00     |
| Medalha de bronze | 20  | AUT Markus Salcher                | 1:15.95    | 2    | 1:12.19    | 3    | 2:28.14 | +2.27     |
| 4                 | 30  | SVK Martin France                 | 1:18.74    | 6    | 1:12.92    | 4    | 2:31.66 | +5.79     |
| 5                 | 23  | SUI Thomas Pfyl                   | 1:18.31    | 5    | 1:13.51    | 5    | 2:31.82 | +5.95     |
| 6                 | 42  | JPN Toshihiro Abe                 | 1:21.54    | 11   | 1:14.79    | 6    | 2:36.33 | +10.46    |
| 7                 | 35  | AUT Martin Wuerz                  | 1:20.93    | 9    | 1:15.78    | 8    | 2:36.71 | +10.84    |
| 8                 | 32  | FRA Romain Riboud                 | 1:21.04    | 10   | 1:16.42    | 10   | 2:37.46 | +11.59    |
| 9                 | 25  | JPN Gakuta Koike                  | 1:22.73    | 15   | 1:15.34    | 7    | 2:38.07 | +12.20    |
| 10                | 40  | JPN Masahiko Tokai                | 1:21.85    | 12   | 1:16.27    | 9    | 2:38.12 | +12.25    |
| 11                | 44  | AUT Martin Falch                  | 1:22.95    | 16   | 1:17.25    | 11   | 2:40.20 | +14.33    |
| 12                | 51  | SUI Robin Cuche                   | 1:23.31    | 17   | 1:17.26    | 12   | 2:40.57 | +14.70    |
| 13                | 39  | CAN Kirk Schornstein              | 1:22.51    | 14   | 1:18.46    | 14   | 2:40.97 | +15.10    |
| 14                | 52  | GBR James Whitley                 | 1:24.64    | 20   | 1:18.14    | 13   | 2:42.78 | +16.91    |
| 15                | 54  | ITA Christian Lanthaler           | 1:24.85    | 21   | 1:18.97    | 15   | 2:43.82 | +17.95    |
| 16                | 45  | USA Ralph Green                   | 1:24.20    | 18   | 1:20.67    | 17   | 2:44.87 | +19.00    |
| 17                | 58  | ITA Marco Zanotti                 | 1:26.21    | 22   | 1:19.28    | 16   | 2:45.49 | +19.62    |
| 18                | 37  | SUI Christophe Brodard            | 1:24.61    | 19   | 1:21.53    | 18   | 2:46.14 | +20.27    |
| 19                | 47  | SUI Jochi Röthlisberger           | 1:26.67    | 24   | 1:21.96    | 19   | 2:48.63 | +22.76    |
| 20                | 43  | CHI Jorge Migueles                | 1:26.41    | 23   | 1:22.39    | 21   | 2:48.80 | +22.93    |
| 21                | 57  | NOR Mads Andreassen               | 1:26.84    | 25   | 1:22.08    | 20   | 2:48.92 | +23.05    |
| 22                | 53  | POL Andrzej Szczesny              | 1:29.43    | 28   | 1:22.70    | 22   | 2:52.13 | +26.26    |
| 23                | 56  | BEL Jasper Balcaen                | 1:29.13    | 27   | 1:23.74    | 23   | 2:52.87 | +27.00    |
| 24                | 50  | USA Joel Hunt                     | 1:31.93    | 30   | 1:26.40    | 25   | 2:58.33 | +32.46    |
| 25                | 61  | ARG Carlos Javier Codina Thomatis | 1:33.96    | 32   | 1:24.40    | 24   | 2:58.36 | +32.49    |
| 26                | 55  | JPN Fukutaro Yamazaki             | 1:31.47    | 29   | 1:27.56    | 27   | 2:59.03 | +33.16    |
| 27                | 60  | USA Tyler Carter                  | 1:33.62    | 31   | 1:26.52    | 26   | 3:00.14 | +34.27    |
| 28                | 64  | TUR Mehmet Cekic                  | 1:38.38    | 33   | 1:31.35    | 28   | 3:09.73 | +43.86    |
| 29                | 63  | SRB Jugoslav Milosevic            | 1:40.94    | 34   | 1:41.42    | 29   | 3:22.36 | +56.49    |
|                   | 33  | USA James Stanton                 | 1:22.27    | 13   | DNS        | —    | —       | —         |
|                   | 22  | RUS Alexander Vetrov              | 1:19.21    | 8    | DNF        | —    | —       | —         |
|                   | 26  | AUS Mitchell Gourley              | 1:16.16    | 4    | DNF        | —    | —       | —         |
|                   | 31  | SUI Michael Brügger               | 1:18.96    | 7    | DNF        | —    | —       | —         |
|                   | 41  | ITA Hansjörg Lantschner           | 1:27.58    | 26   | DNF        | —    | —       | —         |
|                   | 66  | BIH Senad Turkovic                | 1:58.16    | 35   | DNF        | —    | —       | —         |
|                   | 46  | CZE Stanislav Loska               | DNS        | —    | —          | —    | —       | —         |
|                   | 67  | UZB Ramil Gayazov                 | DNS        | —    | —          | —    | —       | —         |
|                   | 21  | AUS Toby Kane                     | DNF        | —    | —          | —    | —       | —         |
|                   | 24  | RUS Alexander Alyabyev            | DNF        | —    | —          | —    | —       | —         |
|                   | 28  | AUT Matthias Lanzinger            | DNF        | —    | —          | —    | —       | —         |
|                   | 29  | JPN Hikaru Misawa                 | DNF        | —    | —          | —    | —       | —         |
|                   | 34  | FRA Cedric Amafroi-Broisat        | DNF        | —    | —          | —    | —       | —         |
|                   | 38  | AUT Thomas Grochar                | DNF        | —    | —          | —    | —       | —         |
|                   | 48  | RUS Aleksandr Akhmadulin          | DNF        | —    | —          | —    | —       | —         |
|                   | 49  | USA Jonathan Lujan                | DNF        | —    | —          | —    | —       | —         |
|                   | 59  | ITA Andrea Valenti                | DNF        | —    | —          | —    | —       | —         |
|                   | 62  | CHI Santiago Vega                 | DNF        | —    | —          | —    | —       | —         |
|                   | 65  | ARM Mher Avanesyan                | DNF        | —    | —          | —    | —       | —         |
|                   | 36  | ITA Nicolo Maria Orsini           | DSQ        | —    | —          | —    | —       | —         |

### Deficientes visuais
| Pos.              | Bib | Atleta                                                    | País                | 1ª descida | Pos. | 2ª descida | Pos. | Total   | Diferença |
| ----------------- | --- | --------------------------------------------------------- | ------------------- | ---------- | ---- | ---------- | ---- | ------- | --------- |
| Medalha de ouro   | 4   | Mac Marcoux Guia: Robin Femy                              | CAN Canadá          | 1:16.02    | 1    | 1:13.60    | 2    | 2:29.62 | —         |
| Medalha de prata  | 7   | Jakub Krako Guia: Martin Motyka                           | SVK Eslováquia      | 1:18.41    | 2    | 1:13.25    | 1    | 2:31.66 | +2.04     |
| Medalha de bronze | 12  | Valerii Redkozubov Guia: Evgeny Geroev                    | RUS Rússia          | 1:19.91    | 4    | 1:13.66    | 3    | 2:33.57 | +3.95     |
| 4                 | 14  | Yon Santacana Maiztegui Guia: Miguel Galindo Garces       | ESP Espanha         | 1:19.61    | 3    | 1:15.21    | 4    | 2:34.82 | +5.20     |
| 5                 | 5   | Chris Williamson Guia: Nick Brush                         | CAN Canadá          | 1:21.29    | 5    | 1:16.28    | 5    | 2:37.57 | +7.95     |
| 6                 | 1   | Ivan Frantsev Guia: German Agranovskii                    | RUS Rússia          | 1:21.51    | 7    | 1:19.27    | 9    | 2:40.78 | +11.16    |
| 7                 | 11  | Gabriel Juan Gorce Yepes Guia: Josep Arnau Ferrer Ventura | ESP Espanha         | 1:25.04    | 12   | 1:17.14    | 6    | 2:42.18 | +12.56    |
| 8                 | 2   | Marek Kubacka Guia:Natalia Karpisova                      | SVK Eslováquia      | 1:24.69    | 11   | 1:17.83    | 7    | 2:42.52 | +12.90    |
| 9                 | 10  | Maciej Krezel Guia: Anna Ogarzynska                       | POL Polônia         | 1:23.62    | 10   | 1:19.02    | 8    | 2:42.64 | +13.02    |
| 10                | 8   | Radomir Dudas Guia: Michal Cerven                         | SVK Eslováquia      | 1:23.31    | 9    | 1:20.11    | =10  | 2:43.42 | +13.80    |
| 11                | 9   | Michal Beladic Guia: Filip Motyka                         | SVK Eslováquia      | 1:26.95    | 13   | 1:20.11    | =10  | 2:47.06 | +17.44    |
| 12                | 15  | Alexander Fedoruk Guia: Artem Zagorodskikh                | RUS Rússia          | 1:28.48    | 14   | 1:26.48    | 12   | 2:54.96 | +25.34    |
| 13                | 17  | Dmytro Kuzmin Guia: Sergii Dorosh                         | UKR Ucrânia         | 1:38.85    | 16   | 1:36.12    | 13   | 3:14.97 | +45.35    |
| 14                | 18  | Damir Mizdrak Guia: Luka Debeljak                         | CRO Croácia         | 1:51.27    | 17   | 1:50.93    | 14   | 3:42.20 | +1:12.58  |
|                   | 6   | Miroslav Haraus Guia: Maros Hudik                         | SVK Eslováquia      | 1:22.99    | 8    | DNF        | —    | —       | —         |
|                   | 13  | Alessandro Daldoss Guia: Luca Negrini                     | ITA Itália          | 1:21.43    | 6    | DNF        | —    | —       | —         |
|                   | 16  | Patrik Hetmer Guia: Miroslav Macala                       | CZE República Checa | 1:29.82    | 15   | DNF        | —    | —       | —         |
|                   | 3   | Mark Bathum Guia: Cade Yamamoto                           | USA Estados Unidos  | DNF        | —    | —          | —    | —       | —         |

Legenda
| Recorde mundial      | Recorde mundial (World record)               |                       | Recorde africano                      | Recorde africano (African) |                                           | Q | Classificado por posição (Qualified) |
| Recorde olímpico     | Recorde olímpico (Olympic record)            | Recorde da América    | Recorde da América (Americas)         | q                          | Classificado por melhor tempo (Qualified) |   |                                      |
| Melhor marca do ano  | Melhor marca do ano (World leading)          | Recorde asiático      | Recorde asiático (Asian)              | DNS                        | Não largou (Did not start)                |   |                                      |
| Recorde nacional     | Recorde nacional (National record)           | Recorde europeu       | Recorde europeu (European)            | DNF                        | Não terminou (Did not finish)             |   |                                      |
| Recorde pessoal      | Recorde pessoal do atleta (Personal best)    | Recorde da Oceania    | Recorde da Oceania (Oceania)          | DSQ / DQ                   | Desclassificado (Disqualified)            |   |                                      |
| Recorde da temporada | Recorde da temporada do atleta (Season best) | Recorde sul-americano | Recorde sul-americano (South America) | NM                         | Sem marca (No mark)                       |   |                                      |